# Matt Shumway
Matt Shumway (* 1978 in den Vereinigten Staaten) ist ein US-amerikanischer Animation Supervisor, der für Industrial Light & Magic arbeitet.

## Leben
Matt Shumway begann seine Karriere als Animator 2002 als Assistent bei der Zeichentrickserie Larry Boy. Als Angestellter bei Rhythm & Hues arbeitete er als Zeichner und Animator für unter anderem X-Men 2 (2003), Garfield – Der Film (2004) und seine Fortsetzung Garfield 2 (2006), Der unglaubliche Hulk (2008). Für seine Animation des Löwen Aslan in  Der König von Narnia (2005) erhielt er eine Nominierung für einen Annie Award. Als Teil des Effekt-Teams für Der goldene Kompass erstellte er eine Reihe von sprechenden Tieren. Eine seiner letzten Arbeiten für Rhythm & Hues war Life of Pi: Schiffbruch mit Tiger, bei dem er mit seinem Team den titelgebenden Tiger Richard Parker animierte und für den er seinen ersten Annie Award erhielt.
2013 wechselte er zu Industrial Light & Magic. Dort arbeitete er zunächst als Hauptanimator am Film Teenage Mutant Ninja Turtles (2014). Seine anschließende Arbeit an The Revenant – Der Rückkehrer (2015) brachte ihm seinen zweiten Annie Award ein. Zudem wurde er zusammen mit Richard McBride, Jason Smith und Cameron Waldbauer bei der Oscarverleihung 2016 für einen Oscar in der Kategorie „Beste visuelle Effekte“ nominiert.